# Raúl Fernández (lunghista)
Raúl Fernández Pavón (Brenes, 8 marzo 1978) è un ex lunghista spagnolo, campione europeo indoor a Vienna 2002.

## Palmarès
| Anno | Manifestazione | Sede   | Evento         | Risultato | Prestazione | Note                          |
| ---- | -------------- | ------ | -------------- | --------- | ----------- | ----------------------------- |
| 2002 | Europei indoor | Vienna | Salto in lungo | Oro       | 8,22 m      | Miglior prestazione personale |